# Danh sách di sản văn hóa Tây Ban Nha được quan tâm ở tỉnh Guipúzcoa
Danh sách di sản văn hóa Tây Ban Nha được quan tâm ở tỉnh Guipúzcoa.

## Di sản chung của vài thành phố
| Tên                                  | Dạng                  | Địa điểm              | Tọa độ | Số hồ sơ tham khảo? | Ngày nhận danh hiệu? | Hình ảnh                                           |
| ------------------------------------ | --------------------- | --------------------- | ------ | ------------------- | -------------------- | -------------------------------------------------- |
| Đường hành hương Santiago Compostela | Lịch sử và nghệ thuật | Municipios del Camino |        | RI-53-0000035-00005 | 05-09-1962           | El Camino de Santiago por Guipúzcoa · Upload image |

## Các di sản theo thành phố

### A

#### Andoain(Andoain)
| Tên           | Dạng                     | Địa điểm                    | Tọa độ                                        | Số hồ sơ tham khảo? | Ngày nhận danh hiệu? | Hình ảnh                         |
| ------------- | ------------------------ | --------------------------- | --------------------------------------------- | ------------------- | -------------------- | -------------------------------- |
| Nhà Berrozpe  | Di tích Kiến trúc dân sự | Andoáin Barrio de Kaletxiki | 43°13′18″B 2°01′03″T / 43,221691°B 2,017407°T | RI-51-0001460       | 17-01-1964           | Casa de Berrozpe · Upload image  |
| Nhà Izturiaga | Di tích Kiến trúc dân sự | Andoáin Karrika Kalea, 6    | 43°12′30″B 2°01′54″T / 43,208397°B 2,031734°T | RI-51-0001461       | 17-01-1964           | Casa de Izturiaga · Upload image |

#### Anoeta
| Tên                     | Dạng                        | Địa điểm | Tọa độ                                        | Số hồ sơ tham khảo? | Ngày nhận danh hiệu? | Hình ảnh                                   |
| ----------------------- | --------------------------- | -------- | --------------------------------------------- | ------------------- | -------------------- | ------------------------------------------ |
| Nhà Consistorial Anoeta | Di tích Tình trạng: phá hủy | Anoeta   | 43°09′41″B 2°04′16″T / 43,161429°B 2,071086°T | RI-51-0001462       | 17-01-1964           | Casa Consistorial de Anoeta · Upload image |

#### Aretxabaleta(Aretxabaleta)
| Tên               | Dạng    | Địa điểm               | Tọa độ                                       | Số hồ sơ tham khảo? | Ngày nhận danh hiệu? | Hình ảnh     |
| ----------------- | ------- | ---------------------- | -------------------------------------------- | ------------------- | -------------------- | ------------ |
| Nhà Otalara       | Di tích | Aretxabaleta           | 43°01′38″B 2°29′32″T / 43,027251°B 2,49231°T | RI-51-0001463       | 17-01-1964           | Upload image |
| Căn nhà Arratabe  | Di tích | Aretxabaleta           | 43°02′11″B 2°30′15″T / 43,036376°B 2,50416°T | RI-51-0001464       | 17-01-1964           | Upload image |
| Nhà Aozaraza      | Di tích | Aretxabaleta Aozaratza | 43°01′30″B 2°29′14″T / 43,025°B 2,487203°T   | RI-51-0001465       | 17-01-1964           | Upload image |
| Nhà Cruz Terminal | Di tích | Aretxabaleta           |                                              | RI-51-0001466       | 17-01-1964           | Upload image |

#### Aia(Aia)
| Tên           | Dạng    | Địa điểm | Tọa độ                                      | Số hồ sơ tham khảo? | Ngày nhận danh hiệu? | Hình ảnh     |
| ------------- | ------- | -------- | ------------------------------------------- | ------------------- | -------------------- | ------------ |
| Hang Altxerri | Di tích | Aia      | 43°16′07″B 2°08′06″T / 43,268659°B 2,1349°T | RI-51-0005144       | 17-07-1984           | Upload image |

#### Azkoitia(Azkoitia)
| Tên                                  | Dạng    | Địa điểm | Tọa độ                                        | Số hồ sơ tham khảo? | Ngày nhận danh hiệu? | Hình ảnh                                     |
| ------------------------------------ | ------- | -------- | --------------------------------------------- | ------------------- | -------------------- | -------------------------------------------- |
| Real Sociedad Bascongada Amigos País | Di tích | Azkoitia | 43°10′37″B 2°18′24″T / 43,177044°B 2,306529°T | RI-51-0001467       | 17-01-1964           | Casa de Insausti · Upload image              |
| Tháp Idiáquez                        | Di tích | Azkoitia | 43°10′41″B 2°18′41″T / 43,178166°B 2,311271°T | RI-51-0001468       | 17-01-1964           | Casa de Idiaquez · Upload image              |
| Nhà Isasaga                          | Di tích | Azkoitia |                                               | RI-51-0001469       | 17-01-1964           | Upload image                                 |
| Nhà Portu (Azcoitia)                 | Di tích | Azkoitia |                                               | RI-51-0001470       | 17-01-1964           | Upload image                                 |
| Casa-Tháp Floreaga                   | Di tích | Azkoitia | 43°10′44″B 2°18′44″T / 43,178913°B 2,312355°T | RI-51-0001471       | 17-01-1964           | Casa de Floreaga · Upload image              |
| Casa-Tháp Balda                      | Di tích | Azkoitia | 43°10′47″B 2°18′35″T / 43,179668°B 2,309673°T | RI-51-0001472       | 17-01-1964           | Casa de Balda · Upload image                 |
| Nhà hoang San José (Azcoitia)        | Di tích | Azkoitia | 43°10′45″B 2°18′29″T / 43,179221°B 2,307947°T | RI-51-0001473       | 17-01-1964           | Ermita de San José (Azcoitia) · Upload image |

#### Azpeitia
| Tên                                                   | Dạng                                                      | Địa điểm               | Tọa độ                                        | Số hồ sơ tham khảo? | Ngày nhận danh hiệu? | Hình ảnh                                           |
| ----------------------------------------------------- | --------------------------------------------------------- | ---------------------- | --------------------------------------------- | ------------------- | -------------------- | -------------------------------------------------- |
| Nhà Basozábal                                         | Di tích Kiến trúc dân sự                                  | Azpeitia               | 43°11′04″B 2°15′52″T / 43,184439°B 2,264386°T | RI-51-0001474       | 17-01-1964           | Casa de Basozábal · Upload image                   |
| Casa-Tháp Enparan                                     | Di tích Kiến trúc dân sự Kiểu: Kiến trúc Gothic Baroque   | Azpeitia               | 43°11′04″B 2°15′46″T / 43,184448°B 2,26282°T  | RI-51-0001476       | 17-01-1964           | Casa de Emparan · Upload image                     |
| Mộ Loyola#Monumentos#Nhà natal beato Francisco Gárate | Di tích Kiến trúc dân sự Ấp nông thôn                     | Azpeitia               | 43°10′25″B 2°16′48″T / 43,173632°B 2,279913°T | RI-51-0001479       | 17-01-1964           | Casa del Hermano Gárate · Upload image             |
| Nhà hoang Magdalena (Azpeitia)                        | Di tích Kiến trúc tôn giáo                                | Azpeitia               | 43°11′16″B 2°15′47″T / 43,187816°B 2,263042°T | RI-51-0001477       | 17-01-1964           | Ermita de la Magdalena · Upload image              |
| Nhà thờ San Sebastián Soreasu                         | Di tích Kiến trúc tôn giáo Kiểu: Kiến trúc Gothic Baroque | Azpeitia               | 43°11′09″B 2°15′53″T / 43,185878°B 2,26482°T  | RI-51-0005134       | 17-07-1984           | Iglesia de San Sebastián de Soreasu · Upload image |
| Palacio Antxieta                                      | Di tích Kiến trúc dân sự Kiểu: Mudéjar                    | Azpeitia               | 43°11′08″B 2°15′52″T / 43,18555°B 2,264423°T  | RI-51-0001475       | 17-01-1964           | Palacio Antxieta · Upload image                    |
| Puente Viejo                                          | Di tích Kiến trúc dân sự                                  | Azpeitia               | 43°11′04″B 2°15′48″T / 43,184504°B 2,26333°T  | RI-51-0001482       | 17-01-1964           | Puente Viejo · Upload image                        |
| Nhà Altuna (reconstrucción)                           | Di tích                                                   | Azpeitia               | 43°11′03″B 2°15′56″T / 43,184081°B 2,265602°T | RI-51-0001478       | 17-01-1964           | Casa de Altuna · Upload image                      |
| Mộ Loyola                                             | Di tích                                                   | Azpeitia               | 43°10′28″B 2°16′58″T / 43,174447°B 2,282778°T | RI-51-0001480       | 17-01-1964           | Casa de Loyola · Upload image                      |
| Nhà Plateresca Calle Iglesia                          | Di tích                                                   | Azpeitia Calle de Eliz | 43°11′05″B 2°15′55″T / 43,184597°B 2,265271°T | RI-51-0001481       | 17-01-1964           | Upload image                                       |

### B

#### Beasain(Beasain)
| Tên                             | Dạng    | Địa điểm | Tọa độ                                        | Số hồ sơ tham khảo? | Ngày nhận danh hiệu? | Hình ảnh                               |
| ------------------------------- | ------- | -------- | --------------------------------------------- | ------------------- | -------------------- | -------------------------------------- |
| Nhà Yarza (Beasain) (o Igartza) | Di tích | Beasain  | 43°02′51″B 2°12′33″T / 43,047369°B 2,209261°T | RI-51-0001483       | 17-01-1964           | Casa de Yarza (Beasaín) · Upload image |

#### Berastegi(Berastegi)
| Tên             | Dạng    | Địa điểm  | Tọa độ                                        | Số hồ sơ tham khảo? | Ngày nhận danh hiệu? | Hình ảnh     |
| --------------- | ------- | --------- | --------------------------------------------- | ------------------- | -------------------- | ------------ |
| Tháp Berástegui | Di tích | Berastegi | 43°07′27″B 1°59′03″T / 43,124201°B 1,984213°T | RI-51-0001484       | 17-01-1964           | Upload image |

### C

#### Zegama(Zegama)
| Tên                          | Dạng    | Địa điểm | Tọa độ                                    | Số hồ sơ tham khảo? | Ngày nhận danh hiệu? | Hình ảnh     |
| ---------------------------- | ------- | -------- | ----------------------------------------- | ------------------- | -------------------- | ------------ |
| Nhà mortuoria Zumalacárregui | Di tích | Zegama   | 42°58′31″B 2°17′22″T / 42,9753°B 2,2894°T | RI-51-0001485       | 17-01-1964           | Upload image |

#### Zestoa(Zestoa)
| Tên                 | Dạng                                                                   | Địa điểm | Tọa độ                                        | Số hồ sơ tham khảo? | Ngày nhận danh hiệu? | Hình ảnh                                    |
| ------------------- | ---------------------------------------------------------------------- | -------- | --------------------------------------------- | ------------------- | -------------------- | ------------------------------------------- |
| Arcos entrada villa | Di tích Kiến trúc phòng thủ                                            | Cestona  | 43°14′24″B 2°15′30″T / 43,240085°B 2,25824°T  | RI-51-0001488       | 17-01-1964           | Arcos de entrada de la villa · Upload image |
| Tòa thị chính       | Di tích Kiến trúc dân sự                                               | Cestona  | 43°14′24″B 2°15′31″T / 43,239957°B 2,25874°T  | RI-51-0001486       | 17-01-1964           | Casa Consistorial · Upload image            |
| Nhà Lili            | Di tích Kiến trúc dân sự Kiểu: Kiến trúc Gothic con vestigios Trung Cổ | Cestona  | 43°14′16″B 2°15′38″T / 43,237901°B 2,260496°T | RI-51-0001487       | 17-01-1964           | Casa de Lili · Upload image                 |

### D

#### Deba(Deba)
| Tên                        | Dạng                  | Địa điểm             | Tọa độ                                        | Số hồ sơ tham khảo? | Ngày nhận danh hiệu? | Hình ảnh                                             |
| -------------------------- | --------------------- | -------------------- | --------------------------------------------- | ------------------- | -------------------- | ---------------------------------------------------- |
| Hang Ekain                 | Di tích Nghệ thuật đá | Deva Colina de Ekain | 43°14′13″B 2°16′45″T / 43,237008°B 2,279299°T | RI-51-0005143       | 17-07-1984           | Cueva de Ekain · Upload image                        |
| Nhà thờ Santa María (Deva) | Di tích               | Deba                 | 43°17′41″B 2°21′12″T / 43,294789°B 2,35343°T  | RI-51-0000615       | 03-06-1931           | Iglesia de Santa María la Real (Deva) · Upload image |
| Palacio Aguirre            | Di tích               | Deba                 | 43°17′32″B 2°21′21″T / 43,2922°B 2,3559°T     | RI-51-0001489       | 17-01-1964           | Casa Solar de Aguirre · Upload image                 |
| Nhà Irarrazábal            | Di tích               | Deba                 | 43°17′25″B 2°21′47″T / 43,290245°B 2,362992°T | RI-51-0001490       | 17-01-1964           | Casa de Irarrazábal · Upload image                   |
| Ruinas Sasiola (o Siola)   | Di tích               | Deba Sasiola         | 43°16′23″B 2°22′17″T / 43,273159°B 2,37142°T  | RI-51-0001491       | 17-01-1964           | Ruinas de Siola · Upload image                       |

### E

#### Eibar(Eibar)
| Tên                        | Dạng                                                 | Địa điểm | Tọa độ                                        | Số hồ sơ tham khảo? | Ngày nhận danh hiệu? | Hình ảnh                                     |
| -------------------------- | ---------------------------------------------------- | -------- | --------------------------------------------- | ------------------- | -------------------- | -------------------------------------------- |
| Tòa thị chính Éibar        | Di tích Kiến trúc dân sự Kiểu: Kiến trúc Tân cổ điển | Éibar    | 43°11′04″B 2°28′24″T / 43,184511°B 2,473427°T | RI-51-0005141       | 17-07-1984           | Casa Consistorial · Upload image             |
| Tu viện Concepción (Éibar) | Di tích Kiến trúc tôn giáo                           | Éibar    | 43°10′56″B 2°28′40″T / 43,182154°B 2,477734°T | RI-51-0001494       | 17-01-1964           | Convento de la Concepción · Upload image     |
| Nhà thờ San Andrés (Éibar) | Di tích                                              | Eibar    | 43°11′07″B 2°28′15″T / 43,18528°B 2,470892°T  | RI-51-0004433       | 04-11-1980           | Iglesia de San Andrés Apóstol · Upload image |
| Nhà Unzueta (Éibar)        | Di tích                                              | Eibar    | 43°11′26″B 2°27′07″T / 43,19055°B 2,452046°T  | RI-51-0001492       | 17-01-1964           | Casas de Unzueta · Upload image              |
| Cung điện Markeskua        | Di tích                                              | Eibar    | 43°11′00″B 2°28′43″T / 43,183369°B 2,478694°T | RI-51-0001493       | 17-01-1964           | Torre de Isasi · Upload image                |

#### Elgoibar(Elgoibar)
| Tên                      | Dạng    | Địa điểm | Tọa độ                                        | Số hồ sơ tham khảo? | Ngày nhận danh hiệu? | Hình ảnh                                    |
| ------------------------ | ------- | -------- | --------------------------------------------- | ------------------- | -------------------- | ------------------------------------------- |
| Nhà Olaso                | Di tích | Elgoibar |                                               | RI-51-0001495       | 17-01-1964           | Upload image                                |
| Nhà Carquizano           | Di tích | Elgoibar |                                               | RI-51-0001496       | 17-01-1964           | Upload image                                |
| Tòa thị chính (Elgoibar) | Di tích | Elgoibar | 43°12′52″B 2°25′02″T / 43,214354°B 2,417105°T | RI-51-0001497       | 17-01-1964           | Casa Consistorial (Elgoibar) · Upload image |
| Elgoibar                 | Di tích | Elgoibar | 43°12′34″B 2°25′13″T / 43,209348°B 2,420356°T | RI-51-0001498       | 17-01-1964           | Pórtico del Cementerio · Upload image       |

#### Elgeta(Elgeta)
| Tên         | Dạng    | Địa điểm | Tọa độ | Số hồ sơ tham khảo? | Ngày nhận danh hiệu? | Hình ảnh     |
| ----------- | ------- | -------- | ------ | ------------------- | -------------------- | ------------ |
| Nhà Abridio | Di tích | Elgeta   |        | RI-51-0001499       | 17-01-1964           | Upload image |

#### Eskoriatza(Eskoriatza)
| Tên                                                | Dạng    | Địa điểm   | Tọa độ | Số hồ sơ tham khảo? | Ngày nhận danh hiệu? | Hình ảnh     |
| -------------------------------------------------- | ------- | ---------- | ------ | ------------------- | -------------------- | ------------ |
| Nhà Gastañaduy                                     | Di tích | Eskoriatza |        | RI-51-0001500       | 17-01-1964           | Upload image |
| Casa-palacio Doña Aldonza Mondragón Ascarretazabal | Di tích | Eskoriatza |        | RI-51-0001501       | 17-01-1964           | Upload image |

### F

#### Hondarribia(Hondarribia)
| Tên                             | Dạng                                             | Địa điểm     | Tọa độ                                        | Số hồ sơ tham khảo? | Ngày nhận danh hiệu? | Hình ảnh                                                     |
| ------------------------------- | ------------------------------------------------ | ------------ | --------------------------------------------- | ------------------- | -------------------- | ------------------------------------------------------------ |
| Nhà Echeveste                   | Di tích Kiến trúc dân sự                         | Fuenterrabía | 43°21′43″B 1°47′28″T / 43,361994°B 1,791008°T | RI-51-0001502       | 17-01-1964           | Casa de Echeveste · Upload image                             |
| Lâu đài Carlos V (Fuenterrabía) | Di tích Kiến trúc phòng thủ Thời gian: Thế kỷ 10 | Fuenterrabía | 43°21′49″B 1°47′29″T / 43,363486°B 1,791284°T | RI-51-0001507       | 17-01-1964           | Castillo de Carlos V · Upload image                          |
| Nhà thờ Nuestra Señora Manzano  | Di tích                                          | Hondarribia  | 43°21′47″B 1°47′27″T / 43,363043°B 1,79089°T  | RI-51-0005136       | 17-07-1984           | Iglesia de Nuestra Señora del Manzano · Upload image         |
| Lâu đài Carlos V (Fuenterrabía) | Di tích Kiến trúc quân sự                        | Fuenterrabía | 43°21′43″B 1°47′29″T / 43,36182°B 1,791496°T  | RI-51-0000200       | 21-12-1921           | Murallas con sus puertas y Castillo · Upload image           |
| Nhà Casadevante                 | Di tích                                          | Hondarribia  | 43°21′45″B 1°47′29″T / 43,362583°B 1,791252°T | RI-51-0001503       | 17-01-1964           | Casa de Casadevante · Upload image                           |
| Fuenterrabía#Monumentos         | Di tích                                          | Hondarribia  | 43°21′46″B 1°47′29″T / 43,362696°B 1,791421°T | RI-51-0001504       | 17-01-1964           | Casa Torre-Alta de Zuloaga · Upload image                    |
| Nhà Juana Loca                  | Di tích                                          | Hondarribia  | 43°21′49″B 1°47′32″T / 43,363605°B 1,792242°T | RI-51-0001505       | 17-01-1964           | Upload image                                                 |
| Grupo Căn nhà Calle Pampinot    | Di tích                                          | Hondarribia  | 43°21′45″B 1°47′30″T / 43,362548°B 1,791732°T | RI-51-0001506       | 17-01-1964           | Upload image                                                 |
| Hondarribia                     | Khu phức hợp lịch sử                             | Hondarribia  | 43°21′46″B 1°47′31″T / 43,362739°B 1,79202°T  | RI-53-0000040       | 04-07-1963           | Conjunto Histórico Artístico el Casco antiguo · Upload image |

### G

#### Getaria (Tây Ban Nha)(Getaria)
| Tên                             | Dạng                 | Địa điểm              | Tọa độ                                        | Số hồ sơ tham khảo? | Ngày nhận danh hiệu? | Hình ảnh                                           |
| ------------------------------- | -------------------- | --------------------- | --------------------------------------------- | ------------------- | -------------------- | -------------------------------------------------- |
| Nhà thờ San Salvador (Guetaria) | Di tích              | Getaria (Tây Ban Nha) | 43°18′18″B 2°12′12″T / 43,305038°B 2,203357°T | RI-51-0000067       | 01-06-1895           | Iglesia de San Salvador (Guetaria) · Upload image  |
| Getaria (Tây Ban Nha)           | Khu phức hợp lịch sử | Getaria (Tây Ban Nha) | 43°18′15″B 2°12′14″T / 43,304241°B 2,203921°T | RI-53-0000121       | 14-01-1971           | Ciudad de Guetaria · Upload image                  |
| Căn nhà calle Almirantes        | Di tích              | Getaria (Tây Ban Nha) |                                               | RI-51-0001509       | 17-01-1964           | Casas de la calle de los Almirantes · Upload image |

### H

#### Hernani, Tây Ban Nha
| Tên                                               | Dạng    | Địa điểm                                 | Tọa độ | Số hồ sơ tham khảo? | Ngày nhận danh hiệu? | Hình ảnh                                             |
| ------------------------------------------------- | ------- | ---------------------------------------- | ------ | ------------------- | -------------------- | ---------------------------------------------------- |
| Nhà Ayerdi                                        | Di tích | Hernani, Tây Ban Nha                     |        | RI-51-0001510       | 17-01-1964           | Upload image                                         |
| Nhà Eguino                                        | Di tích | Hernani, Tây Ban Nha                     |        | RI-51-0001511       | 17-01-1964           | Upload image                                         |
| Nhà Número 20 Calle Mayor                         | Di tích | Hernani, Tây Ban Nha                     |        | RI-51-0001512       | 17-01-1964           | Upload image                                         |
| Tu viện San Agustín (Hernani)                     | Di tích | Hernani, Tây Ban Nha                     |        | RI-51-0001513       | 17-01-1964           | Convento de San Agustín, de Agustinas · Upload image |
| Tháp Gentíles                                     | Di tích | Hernani, Tây Ban Nha                     |        | RI-51-0001514       | 17-01-1964           | Upload image                                         |
| Arco Entrada a Villa Hernani                      | Di tích | Hernani, Tây Ban Nha                     |        | RI-51-0001515       | 17-01-1964           | Arco de Entrada a la Villa de Hernani · Upload image |
| Tu viện Nuestra Señora Consuelo, Brígidas Lasarte | Di tích | Hernani, Tây Ban Nha Brigidas de Lasarte |        | RI-51-0001516       | 17-01-1964           | Upload image                                         |

### I

#### Irun(Irun)
| Tên                                  | Dạng            | Địa điểm | Tọa độ                                        | Số hồ sơ tham khảo? | Ngày nhận danh hiệu? | Hình ảnh                                            |
| ------------------------------------ | --------------- | -------- | --------------------------------------------- | ------------------- | -------------------- | --------------------------------------------------- |
| Nhà hoang Santa Elena                | Di tích         | Irun     |                                               | RI-51-0005145       | 17-05-1984           | Upload image                                        |
| Nhà Arbelaiz                         | Di tích         | Irun     |                                               | RI-51-0001517       | 17-01-1964           | Upload image                                        |
| Nhà Urdanibia                        | Di tích         | Irun     |                                               | RI-51-0001518       | 17-01-1964           | Upload image                                        |
| Nhà San Juan Acerri                  | Di tích         | Irun     |                                               | RI-51-0001519       | 17-01-1964           | Upload image                                        |
| Nhà thờ Nuestra Señora Juncal (Irún) | Di tích Nhà thờ | Irun     | 40°35′50″B 3°42′48″T / 40,597271°B 3,713379°T | RI-51-0003907       | 17-05-1973           | Iglesia de Nuestra Señora del Juncal · Upload image |

#### Itsasondo(Itsasondo)
| Tên              | Dạng    | Địa điểm  | Tọa độ | Số hồ sơ tham khảo? | Ngày nhận danh hiệu? | Hình ảnh     |
| ---------------- | ------- | --------- | ------ | ------------------- | -------------------- | ------------ |
| Nhà Santa Marina | Di tích | Itsasondo |        | RI-51-0001520       | 17-01-1964           | Upload image |

### L

#### Lazkao(Lazkao)
| Tên               | Dạng    | Địa điểm | Tọa độ | Số hồ sơ tham khảo? | Ngày nhận danh hiệu? | Hình ảnh                       |
| ----------------- | ------- | -------- | ------ | ------------------- | -------------------- | ------------------------------ |
| Cung điện Lazcano | Di tích | Lazkao   |        | RI-51-0005142       | 17-07-1984           | Palacio Lazcano · Upload image |

#### Legazpi, Tây Ban Nha(Legazpi)
| Tên           | Dạng    | Địa điểm             | Tọa độ | Số hồ sơ tham khảo? | Ngày nhận danh hiệu? | Hình ảnh     |
| ------------- | ------- | -------------------- | ------ | ------------------- | -------------------- | ------------ |
| Tháp Olaechea | Di tích | Legazpi, Tây Ban Nha |        | RI-51-0001521       | 17-01-1964           | Upload image |

#### Legorreta
| Tên             | Dạng    | Địa điểm  | Tọa độ | Số hồ sơ tham khảo? | Ngày nhận danh hiệu? | Hình ảnh     |
| --------------- | ------- | --------- | ------ | ------------------- | -------------------- | ------------ |
| Nhà Oriar       | Di tích | Legorreta |        | RI-51-0001522       | 17-01-1964           | Upload image |
| Nhà Humilladero | Di tích | Legorreta |        | RI-51-0001523       | 17-01-1964           | Upload image |

### M

#### Mondragón(Arrasate) (Mondragoe)
| Tên                               | Dạng    | Địa điểm                          | Tọa độ | Số hồ sơ tham khảo? | Ngày nhận danh hiệu? | Hình ảnh                                               |
| --------------------------------- | ------- | --------------------------------- | ------ | ------------------- | -------------------- | ------------------------------------------------------ |
| Nhà Oquendo (Mondragón)           | Di tích | Mondragón                         |        | RI-51-0001524       | 17-01-1964           | Casa de Oquendo (Mondragón) · Upload image             |
| Nhà Artazubiaga                   | Di tích | Mondragón                         |        | RI-51-0001525       | 17-01-1964           | Upload image                                           |
| Cung điện Monterrón               | Di tích | Mondragón                         |        | RI-51-0001526       | 17-01-1964           | Palacio de Monterrón · Upload image                    |
| Mondragón#Administración          | Di tích | Mondragón                         |        | RI-51-0001527       | 17-01-1964           | Casa Consistorial de Mondragón · Upload image          |
| Tu viện San Francisco (Mondragón) | Di tích | Mondragón                         |        | RI-51-0001528       | 17-01-1964           | Convento de San Francisco (Mondragón) · Upload image   |
| Arco Entrada a Villa Mondragón    | Di tích | Mondragón                         |        | RI-51-0001529       | 17-01-1964           | Arco de Entrada a la Villa de Mondragón · Upload image |
| Caserío Gorostiza                 | Di tích | Mondragón Anteiglesia de Uribarri |        |                     | 20-06-1994           | Upload image                                           |

#### Mutriku(Mutriku)
| Tên                             | Dạng                                                   | Địa điểm | Tọa độ                                        | Số hồ sơ tham khảo? | Ngày nhận danh hiệu? | Hình ảnh                                                          |
| ------------------------------- | ------------------------------------------------------ | -------- | --------------------------------------------- | ------------------- | -------------------- | ----------------------------------------------------------------- |
| Nhà thờ Asunción Nuestra Señora | Di tích Kiến trúc tôn giáo Kiểu: Kiến trúc Tân cổ điển | Motrico  | 43°18′27″B 2°23′16″T / 43,307454°B 2,387705°T | RI-51-0005138       | 17-07-1984           | Iglesia de la Asunción de Nuestra Señora (Motrico) · Upload image |
| Palacio Montalibet              | Di tích Kiến trúc dân sự Arquitecto: Ignacio Ibero     | Motrico  | 43°18′24″B 2°23′06″T / 43,306578°B 2,384862°T | RI-51-0001533       | 17-01-1964           | Palacio Montalibet · Upload image                                 |
| Nhà Galdona                     | Di tích                                                | Mutriku  | 43°18′27″B 2°23′14″T / 43,30763°B 2,387134°T  | RI-51-0001530       | 17-01-1964           | Upload image                                                      |
| Nhà Berriatúa                   | Di tích                                                | Mutriku  | 43°18′25″B 2°23′04″T / 43,307068°B 2,384449°T | RI-51-0001531       | 17-01-1964           | Upload image                                                      |
| Nhà Churruca                    | Di tích                                                | Mutriku  | 43°18′27″B 2°23′10″T / 43,307427°B 2,386152°T | RI-51-0001532       | 17-01-1964           | Upload image                                                      |
| Nhà Zabiel                      | Di tích                                                | Mutriku  | 43°18′25″B 2°23′09″T / 43,307015°B 2,385852°T | RI-51-0001534       | 17-01-1964           | Upload image                                                      |

### O

#### Oñati(Oñati)
| Tên                                           | Dạng    | Địa điểm         | Tọa độ                                        | Số hồ sơ tham khảo? | Ngày nhận danh hiệu? | Hình ảnh                                                                                   |
| --------------------------------------------- | ------- | ---------------- | --------------------------------------------- | ------------------- | -------------------- | ------------------------------------------------------------------------------------------ |
| Nhà thờ San Miguel Arcángel (Oñate)           | Di tích | Oñati            | 43°01′59″B 2°24′51″T / 43,033139°B 2,414256°T | RI-51-0000616       | 03-06-1931           | Iglesia de San Miguel (Oñate) · Upload image                                               |
| Đại học Oñate (Hoy Instituto Enseñanza Media) | Di tích | Oñati            | 43°02′02″B 2°24′55″T / 43,033988°B 2,415235°T | RI-51-0000617       | 03-06-1931           | Edificio antigua Universidad · Upload image                                                |
| Tháp Garibay                                  | Di tích | Oñati            |                                               | RI-51-0001535       | 17-01-1964           | Upload image                                                                               |
| Tháp Zubiaurre                                | Di tích | Oñati            |                                               | RI-51-0001536       | 17-01-1964           | Upload image                                                                               |
| Tháp Zumeltzegi                               | Di tích | Oñati            |                                               | RI-51-0001537       | 17-01-1964           | Upload image                                                                               |
| Căn nhà Artacoz hay Lazárraga                 | Di tích | Oñati            |                                               | RI-51-0001538       | 17-01-1964           | Casas de Artacoz o Lazárraga · Upload image                                                |
| Căn nhà Antia                                 | Di tích | Oñati            |                                               | RI-51-0001539       | 17-01-1964           | Casas de Antia · Upload image                                                              |
| Nhà Otaduy                                    | Di tích | Oñati            |                                               | RI-51-0001540       | 17-01-1964           | Upload image                                                                               |
| Tu viện Santa Clara Bidaurreta                | Di tích | Oñati Bidaurreta |                                               | RI-51-0001541       | 17-01-1964           | Convento de la Santísima Trinidad (Monasterio de Santa Clara de Bidaurreta) · Upload image |
| Tu viện Santa Ana                             | Di tích | Oñati            |                                               | RI-51-0001542       | 17-01-1964           | Upload image                                                                               |
| Nhà hoang Magdalena (Oñate)                   | Di tích | Oñati            |                                               | RI-51-0001543       | 17-01-1964           | Upload image                                                                               |
| Oñati                                         | Di tích | Oñati            |                                               | RI-51-0001544       | 17-01-1964           | Casa Consistorial (Oñate) · Upload image                                                   |
| Lưu trữ lịch sử Provincial (Oñate)            |         | Oñati            | 43°02′05″B 2°25′04″T / 43,034619°B 2,417841°T | RI-AR-0000032       | 10-11-1997           | Upload image                                                                               |

#### Ordizia(Ordizia)
| Tên            | Dạng    | Địa điểm | Tọa độ | Số hồ sơ tham khảo? | Ngày nhận danh hiệu? | Hình ảnh                      |
| -------------- | ------- | -------- | ------ | ------------------- | -------------------- | ----------------------------- |
| Nhà Abaria     | Di tích | Ordizia  |        | RI-51-0001589       | 17-01-1964           | Casa de Abaria · Upload image |
| Nhà Zabala     | Di tích | Ordizia  |        | RI-51-0001590       | 17-01-1964           | Upload image                  |
| Nhà Gazteluzar | Di tích | Ordizia  |        | RI-51-0001591       | 17-01-1964           | Upload image                  |
| Nhà Barrena    | Di tích | Ordizia  |        | RI-51-0001592       | 17-01-1964           | Upload image                  |

#### Orio
| Tên  | Dạng                 | Địa điểm | Tọa độ                                        | Số hồ sơ tham khảo? | Ngày nhận danh hiệu? | Hình ảnh                               |
| ---- | -------------------- | -------- | --------------------------------------------- | ------------------- | -------------------- | -------------------------------------- |
| Orio | Khu phức hợp lịch sử | Orio     | 43°16′34″B 2°07′37″T / 43,276112°B 2,126995°T | RI-53-0000470       | 28-07-1994           | Casco Histórico de Orio · Upload image |

#### Ormaiztegi(Ormaiztegi)
| Tên                       | Dạng    | Địa điểm   | Tọa độ | Số hồ sơ tham khảo? | Ngày nhận danh hiệu? | Hình ảnh                                     |
| ------------------------- | ------- | ---------- | ------ | ------------------- | -------------------- | -------------------------------------------- |
| Nhà nativa Zumalacárregui | Di tích | Ormaiztegi |        | RI-51-0001545       | 17-01-1964           | Casa nativa de Zumalacárregui · Upload image |

#### Oiartzun(Oiartzun)
| Tên                                                | Dạng    | Địa điểm | Tọa độ | Số hồ sơ tham khảo? | Ngày nhận danh hiệu? | Hình ảnh     |
| -------------------------------------------------- | ------- | -------- | ------ | ------------------- | -------------------- | ------------ |
| Tháp Iturríoz                                      | Di tích | Oyarzun  |        | RI-51-0001546       | 17-01-1964           | Upload image |
| Căn nhà con entramados và aleros ở calle principal | Di tích | Oyarzun  |        | RI-51-0001547       | 17-01-1964           | Upload image |
| Bệnh viện San Juan                                 | Di tích | Oyarzun  |        | RI-51-0001548       | 17-01-1964           | Upload image |

### P

#### Pasaia(Pasaia)
| Tên                                                | Dạng    | Địa điểm | Tọa độ | Số hồ sơ tham khảo? | Ngày nhận danh hiệu? | Hình ảnh     |
| -------------------------------------------------- | ------- | -------- | ------ | ------------------- | -------------------- | ------------ |
| Nhà Miranda                                        | Di tích | Pasaia   |        | RI-51-0001549       | 17-01-1964           | Upload image |
| Nhà Víctor Hugo                                    | Di tích | Pasaia   |        | RI-51-0001550       | 17-01-1964           | Upload image |
| Lâu đài Santa Isabel                               | Di tích | Pasaia   |        | RI-51-0001551       | 17-01-1964           | Upload image |
| Portadas Románicas và Góticas ở barriada San Pedro | Di tích | Pasaia   |        | RI-51-0001552       | 17-01-1964           | Upload image |

#### Soraluze/Placencia de las Armas(Soraluze)
| Tên                                 | Dạng    | Địa điểm                        | Tọa độ | Số hồ sơ tham khảo? | Ngày nhận danh hiệu? | Hình ảnh     |
| ----------------------------------- | ------- | ------------------------------- | ------ | ------------------- | -------------------- | ------------ |
| Pórtico Nhà thờ Parroquial Asunción | Di tích | Soraluze/Placencia de las Armas |        | RI-51-0005139       | 17-07-1984           | Upload image |

### R

#### Errenteria(Errenteria)
| Tên           | Dạng    | Địa điểm   | Tọa độ | Số hồ sơ tham khảo? | Ngày nhận danh hiệu? | Hình ảnh                                     |
| ------------- | ------- | ---------- | ------ | ------------------- | -------------------- | -------------------------------------------- |
| Nhà Torrecoa  | Di tích | Errenteria |        | RI-51-0001553       | 17-01-1964           | Upload image                                 |
| Nhà Morrancho | Di tích | Errenteria |        | RI-51-0001554       | 17-01-1964           | Upload image                                 |
| Errenteria    | Di tích | Errenteria |        | RI-51-0001555       | 17-01-1964           | Casa Consistorial de Renteria · Upload image |

### S

#### San Sebastián(Donostia)
| Tên                                                                   | Dạng        | Địa điểm              | Tọa độ                                        | Số hồ sơ tham khảo? | Ngày nhận danh hiệu? | Hình ảnh                                                                                              |
| --------------------------------------------------------------------- | ----------- | --------------------- | --------------------------------------------- | ------------------- | -------------------- | --- |
| Nhà thờ San Vicente (San Sebastián)                                   | Di tích     | San Sebastián         | 43°19′28″B 1°59′03″T / 43,32453°B 1,984261°T  | RI-51-0005135       | 17-07-1984           | Iglesia de San Vicente (San Sebastián) · Upload image                                                 |
| Pháo đài Macho sita ở Monte Urgull, tường thành và antiguos vestigios | Khu khảo cổ | San Sebastián         |                                               | RI-55-0000007       | 14-08-1925           | Fortaleza del Macho sita en El Monte de Urgull, murallas y antiguos vestigios · Upload image          |
| Quảng trường Constitución San Sebastián                               | Di tích     | San Sebastián         | 43°19′25″B 1°59′06″T / 43,323632°B 1,984997°T | RI-51-0005140       | 17-07-1984           | Plaza de la Consttitución · Upload image                                                              |
| Palacio Real Miramar                                                  | Di tích     | San Sebastián         | 43°18′52″B 1°59′55″T / 43,31456°B 1,99848°T   | RI-51-0003942       | 30-05-1974           | Palacio Real de Miramar · Upload image                                                                |
| Nhà thờ Matriz Santa María                                            | Di tích     | San Sebastián         | 43°19′26″B 1°59′12″T / 43,323825°B 1,986616°T | RI-51-0001200       | 29-03-1946           | Iglesia Matriz de Santa María · Upload image                                                          |
| Bảo tàng San Telmo                                                    | Di tích     | San Sebastián         |                                               | RI-51-0000128       | 14-05-1913           | Convento de San Telmo, Patio, Claustro y Anexos menos Iglesia (Plaza de San Telmo s/n) · Upload image |
| Lâu đài San Telmo (San Sebastián)                                     | Di tích     | San Sebastián         |                                               | RI-51-0001508       | 17-01-1964           | Castillo de San Telmo (San Sebastián) · Upload image                                                  |
| Lâu đài Mota (San Sebastián)                                          | Di tích     | San Sebastián         |                                               | RI-51-0001556       | 17-01-1964           | Castillo de la Mota o El Macho · Upload image                                                         |
| Nhà Oquendo (San Sebastián)                                           | Di tích     | San Sebastián         |                                               | RI-51-0001557       | 17-01-1964           | Casa de Oquendo (San Sebastián) · Upload image                                                        |
| Nhà Inchaurrondo                                                      | Di tích     | San Sebastián         |                                               | RI-51-0001558       | 17-01-1964           | Upload image                                                                                          |
| Nhà Parada                                                            | Di tích     | San Sebastián         |                                               | RI-51-0001559       | 17-01-1964           | Upload image                                                                                          |
| Nhà Aizpuru                                                           | Di tích     | San Sebastián Zubieta |                                               | RI-51-0001560       | 17-01-1964           | Upload image                                                                                          |
| Nhà Aliri                                                             | Di tích     | San Sebastián Zubieta |                                               | RI-51-0001561       | 17-01-1964           | Upload image                                                                                          |
| Bảo tàng San Telmo                                                    | Di tích     | San Sebastián         |                                               | RI-51-0001562       | 17-01-1964           | Convento de San Telmo · Upload image                                                                  |
| Recinto Cung điện Miramar                                             | Di tích     | San Sebastián         |                                               | RI-51-0003792       | 02-12-1967           | Recinto del Palacio de Miramar · Upload image                                                         |
| Ayuntamiento San Sebastián                                            | Di tích     | San Sebastián         |                                               | RI-51-0005101       | 17-07-1984           | Casa Consistorial antiguo Casino · Upload image                                                       |

#### Segura (Guipúzcoa)
| Tên                                   | Dạng    | Địa điểm           | Tọa độ | Số hồ sơ tham khảo? | Ngày nhận danh hiệu? | Hình ảnh                                                      |
| ------------------------------------- | ------- | ------------------ | ------ | ------------------- | -------------------- | ------------------------------------------------------------- |
| Nhà Guevara (Segura)                  | Di tích | Segura (Guipúzcoa) |        | RI-51-0001563       | 17-01-1964           | Upload image                                                  |
| Nhà Arrue                             | Di tích | Segura (Guipúzcoa) |        | RI-51-0001564       | 17-01-1964           | Upload image                                                  |
| Nhà Yarza (Segura)                    | Di tích | Segura (Guipúzcoa) |        | RI-51-0001565       | 17-01-1964           | Upload image                                                  |
| Nhà Lardizábal                        | Di tích | Segura (Guipúzcoa) |        | RI-51-0001566       | 17-01-1964           | Upload image                                                  |
| Nhà thờ Santa María Asunción (Segura) | Di tích | Segura (Guipúzcoa) |        | RI-51-0004758       | 17-07-1984           | Iglesia de Santa María de la Asunción (Segura) · Upload image |

### T

#### Tolosa, Tây Ban Nha
| Tên                            | Dạng    | Địa điểm | Tọa độ | Số hồ sơ tham khảo? | Ngày nhận danh hiệu? | Hình ảnh                                          |
| ------------------------------ | ------- | -------- | ------ | ------------------- | -------------------- | ------------------------------------------------- |
| Nhà Idiáquez                   | Di tích | Tolosa   |        | RI-51-0001567       | 17-01-1964           | Casa de Idiáquez · Upload image                   |
| Cung điện Atodo                | Di tích | Tolosa   |        | RI-51-0001568       | 17-01-1964           | Casa de Atodo · Upload image                      |
| Quảng trường Justicia (Tolosa) | Di tích | Tolosa   |        | RI-51-0001569       | 17-01-1964           | Upload image                                      |
| Tu viện San Francisco (Tolosa) | Di tích | Tolosa   |        | RI-51-0001570       | 17-01-1964           | Convento de San Francisco (Tolosa) · Upload image |
| Tu viện Santa Clara (Tolosa)   | Di tích | Tolosa   |        | RI-51-0001571       | 17-01-1964           | Convento de Santa Clara (Tolosa) · Upload image   |

### U

#### Usurbil(Usurbil)
| Tên                | Dạng    | Địa điểm        | Tọa độ | Số hồ sơ tham khảo? | Ngày nhận danh hiệu? | Hình ảnh     |
| ------------------ | ------- | --------------- | ------ | ------------------- | -------------------- | ------------ |
| Nhà Soroa và Soroe | Di tích | Usurbil         |        | RI-51-0001572       | 17-01-1964           | Upload image |
| Nhà Achega         | Di tích | Usurbil         |        | RI-51-0001573       | 17-01-1964           | Upload image |
| Nhà Concejo-Zar    | Di tích | Usurbil Kelazar |        | RI-51-0001574       | 17-01-1964           | Upload image |

### V

#### Bergara(Bergara)
| Tên                           | Dạng    | Địa điểm | Tọa độ | Số hồ sơ tham khảo? | Ngày nhận danh hiệu? | Hình ảnh     |
| ----------------------------- | ------- | -------- | ------ | ------------------- | -------------------- | ------------ |
| Nhà Jáuregui                  | Di tích | Bergara  |        | RI-51-0000255       | 04-08-1923           | Upload image |
| Nhà Eguino-Mallea             | Di tích | Bergara  |        | RI-51-0001575       | 17-01-1964           | Upload image |
| Palacio Moiua                 | Di tích | Bergara  |        | RI-51-0001576       | 17-01-1964           | Upload image |
| Nhà Olaso hay Reacibal        | Di tích | Bergara  |        | RI-51-0001577       | 17-01-1964           | Upload image |
| Nhà Bereterío                 | Di tích | Bergara  |        | RI-51-0001578       | 17-01-1964           | Upload image |
| Nhà Cabiria                   | Di tích | Bergara  |        | RI-51-0001579       | 17-01-1964           | Upload image |
| Nhà Ozaeta                    | Di tích | Bergara  |        | RI-51-0001580       | 17-01-1964           | Upload image |
| Nhà Yarza-Ozaeta              | Di tích | Bergara  |        | RI-51-0001581       | 17-01-1964           | Upload image |
| Nhà Irizar                    | Di tích | Bergara  |        | RI-51-0001582       | 17-01-1964           | Upload image |
| Nhà Aróstegui                 | Di tích | Bergara  |        | RI-51-0001583       | 17-01-1964           | Upload image |
| Nhà Zuloaga                   | Di tích | Bergara  |        | RI-51-0001584       | 17-01-1964           | Upload image |
| Nhà Eizaguerri-Moya           | Di tích | Bergara  |        | RI-51-0001585       | 17-01-1964           | Upload image |
| Nhà Irala                     | Di tích | Bergara  |        | RI-51-0001586       | 17-01-1964           | Upload image |
| Nhà Acedo-Loyola              | Di tích | Bergara  |        | RI-51-0001587       | 17-01-1964           | Upload image |
| Nhà hoang Santa Ana (Vergara) | Di tích | Bergara  |        | RI-51-0001588       | 17-01-1964           | Upload image |

#### Villareal de Urrechua(Urretxu)
| Tên                              | Dạng    | Địa điểm              | Tọa độ | Số hồ sơ tham khảo? | Ngày nhận danh hiệu? | Hình ảnh                           |
| -------------------------------- | ------- | --------------------- | ------ | ------------------- | -------------------- | ---------------------------------- |
| Nhà Areizaga Maldición           | Di tích | Villareal de Urrechua |        | RI-51-0001593       | 17-01-1964           | Upload image                       |
| Nhà Ipeñarrieta                  | Di tích | Villareal de Urrechua |        | RI-51-0001594       | 17-01-1964           | Casa de Ipeñarrieta · Upload image |
| Grupo Căn nhà calle Iparraguirre | Di tích | Villareal de Urrechua |        | RI-51-0001595       | 17-01-1964           | Upload image                       |
| Cruz Terminal                    | Di tích | Villareal de Urrechua |        | RI-51-0001596       | 17-01-1964           | Upload image                       |

### Z

#### Zarautz(Zarautz)
| Tên                                      | Dạng                                                                    | Địa điểm              | Tọa độ                                        | Số hồ sơ tham khảo? | Ngày nhận danh hiệu? | Hình ảnh                                        |
| ---------------------------------------- | ----------------------------------------------------------------------- | --------------------- | --------------------------------------------- | ------------------- | -------------------- | ----------------------------------------------- |
| Tháp Luzea                               | Di tích Kiến trúc phòng thủ Kiểu: Kiến trúc Gothic Thời gian: Thế kỷ 15 | Zarauz C/ Nagusia, 28 | 43°17′09″B 2°10′30″T / 43,285885°B 2,174987°T | RI-51-0001225       | 09-02-1951           | Torre Luzea · Upload image                      |
| Zarautz                                  | Khu phức hợp lịch sử                                                    | Zarauz                | 43°17′10″B 2°10′36″T / 43,286066°B 2,176565°T | RI-53-0000471       | 12-07-1994           | Villa de Zarauz · Upload image                  |
| Nhà Portu (Zarauz) (Actual ayuntamiento) | Di tích                                                                 | Zarauz                |                                               | RI-51-0001597       | 17-01-1964           | Casa de Portu (Zarauz) · Upload image           |
| Nhà Makazaga                             | Di tích                                                                 | Zarauz                |                                               | RI-51-0001598       | 17-01-1964           | Casa de Macazaga · Upload image                 |
| Tu viện Franciscanos (Zarautz)           | Di tích                                                                 | Zarauz                |                                               | RI-51-0001599       | 17-01-1964           | Convento de San Juan Bautista · Upload image    |
| Tu viện Santa Clara (Zarauz)             | Di tích                                                                 | Zarauz                |                                               | RI-51-0001600       | 17-01-1964           | Convento de Santa Clara (Zarauz) · Upload image |
| Cung điện Narros                         | Di tích                                                                 | Zarauz                |                                               | RI-51-0001224       | 09-02-1951           | Palacio de Narros · Upload image                |

#### Zumarraga, Tây Ban Nha(Zumarraga)
| Tên                                       | Dạng    | Địa điểm               | Tọa độ | Số hồ sơ tham khảo? | Ngày nhận danh hiệu? | Hình ảnh                                                        |
| ----------------------------------------- | ------- | ---------------------- | ------ | ------------------- | -------------------- | --------------------------------------------------------------- |
| Nhà Legazpi                               | Di tích | Zumarraga, Tây Ban Nha |        | RI-51-0001167       | 14-04-1945           | Casa de Legazpi · Upload image                                  |
| Nhà thờ hay Ermita Nuestra Señora Antigua | Di tích | Zumarraga, Tây Ban Nha |        | RI-51-0001650       | 23-09-1965           | Iglesia o Ermita de Nuestra Señora de la Antigua · Upload image |

#### Zumaia(Zumaia)
| Tên                                           | Dạng    | Địa điểm | Tọa độ                                        | Số hồ sơ tham khảo? | Ngày nhận danh hiệu? | Hình ảnh                                                        |
| --------------------------------------------- | ------- | -------- | --------------------------------------------- | ------------------- | -------------------- | --------------------------------------------------------------- |
| Nhà thờ Parroquial San Pedro Apóstol (Zumaya) | Di tích | Zumaia   | 43°17′50″B 2°15′24″T / 43,297269°B 2,256731°T | RI-51-0005137       | 17-07-1984           | Iglesia Parroquial de San Pedro Apóstol (Zumaya) · Upload image |
| Nhà Ubillos                                   | Di tích | Zumaia   |                                               | RI-51-0001601       | 17-01-1964           | Upload image                                                    |
| Nhà Aguirre                                   | Di tích | Zumaia   |                                               | RI-51-0001602       | 17-01-1964           | Upload image                                                    |
| Bảo tàng Zuloaga                              | Di tích | Zumaia   | 43°17′54″B 2°14′52″T / 43,298327°B 2,247885°T | RI-51-0001603       | 17-01-1964           | Museo de Zuloaga · Upload image                                 |

## Referencias
1. ↑  (tiếng Anh) Patrimonio Humanidad (310), Cueva Altamira và arte rupestre paleolítico norte España
2. ↑  Convento Concepción
3. ↑  Nhà Unzueta
4. ↑  Tháp Luzea
5. ↑  Nhà Portu
6. ↑  Convento franciscano San Juan Bautista
7. ↑  Convento Santa Clara